# Advanced Chemistry (Album)
Advanced Chemistry ist das vierte Studioalbum der Hamburger Deutschrap-Gruppe Beginner. Es erschien am 26. August 2016 über das Label Vertigo Berlin (Universal Records) und stellt das erste Studioalbum der Gruppe seit dem 2003 erschienenen Album Blast Action Heroes dar. Der Name ist eine Hommage an die Heidelberger Hip-Hop-Gruppe „Advanced Chemistry“ der 90er Jahre, die als Begründer des deutschen Hip-Hops gelten.

## Titelliste
| #  | Titel             | Gastmusiker      | Bemerkung               | Länge |
| -- | ----------------- | ---------------- | ----------------------- | ----- |
| 1  | Ahnma             | Gzuz & Gentleman |                         | 4:14  |
| 2  | Es war einmal     |                  |                         | 4:43  |
| 3  | Meine Posse       | Samy Deluxe      |                         | 3:42  |
| 4  | Schelle           |                  |                         | 4:42  |
| 5  | So schön          | Dendemann        |                         | 4:07  |
| 6  | Rambo No. 5       |                  |                         | 4:07  |
| 7  | Kater             |                  |                         | 3:35  |
| 8  | Rap & fette Bässe | Afrob, Ferris MC |                         | 3:44  |
| 9  | Spam              |                  |                         | 3:21  |
| 10 | Thomas Anders     | Megaloh          |                         | 3:12  |
| 11 | Macha Macha       | Haftbefehl       |                         | 4:13  |
| 12 | Nach Hause        |                  |                         | 4:43  |
| 13 | Foxy Music        |                  | Bonus-CD der Deluxe-Box | 43:22 |

## Chartplatzierungen
Advanced Chemistry stieg in Deutschland am 2. September 2016 auf den ersten Platz der Album-Charts ein. Zudem schafften es zehn der 13 Album-Tracks in die Single-Charts. Darüber hinaus erreichte die Vinylschallplatte für einen Monat die Spitzenposition der deutschen Vinylcharts. Das Album konnte sich in Österreich ebenfalls auf Platz eins platzieren, in der Schweiz stieg das Album auf Platz zwei ein. In den deutschen Albumcharts des Jahres 2016 belegte es Rang 13 und in den HipHop-Jahrescharts Platz zwei.

## Verkaufszahlen und Auszeichnungen
Im Jahr 2017 wurde das Album für mehr als 200.000 verkaufte Einheiten in Deutschland mit einer Platin-Schallplatte ausgezeichnet.

## Rezeption
Das Album erhielt gemischte Kritiken. Dani Fromm vom Online-Magazin laut.de vergab 1/5 Sternen und kritisierte, dass die Beginner sich selbst wie „nervige, nahezu unerträgliche Störfaktoren im eigenen Spiel inszenieren.“ Weiterhin urteilte sie: „Jan Delay jammert zum Steineerweichen und ist von Mal zu Mal mühsamer zu verstehen. Denyo holpert so unrund daher, wie es unabsichtlich eigentlich nicht möglich ist. DJ Mad bleibt überbetont unauffällig.“
Maurice Summen vom Spiegel befand: „Mit Advanced Chemistry huldigt das Trio dem Deutschrap der Neunziger. Viel mehr passiert auf der Platte leider nicht.“
Bei Plattentests.de wurde Advanced Chemistry mit der Bewertung 8/10 am 24. August 2016 „Album der Woche“.